# 2017年阿斯塔納世界博覽會太平洋廣場
2017年阿斯塔納世博會太平洋廣場是2017年阿斯塔納世界博覽会上代表部分太平洋岛国和国际组织的联合展馆，位于世博园406展區。共11个太平洋島国參與。

## 参展国家
| - 帛琉 | - 萨摩亚 - 斐济 - 基里巴斯 - 所罗门群岛 | - 马绍尔群岛 - 瑙鲁 |

## 圖集

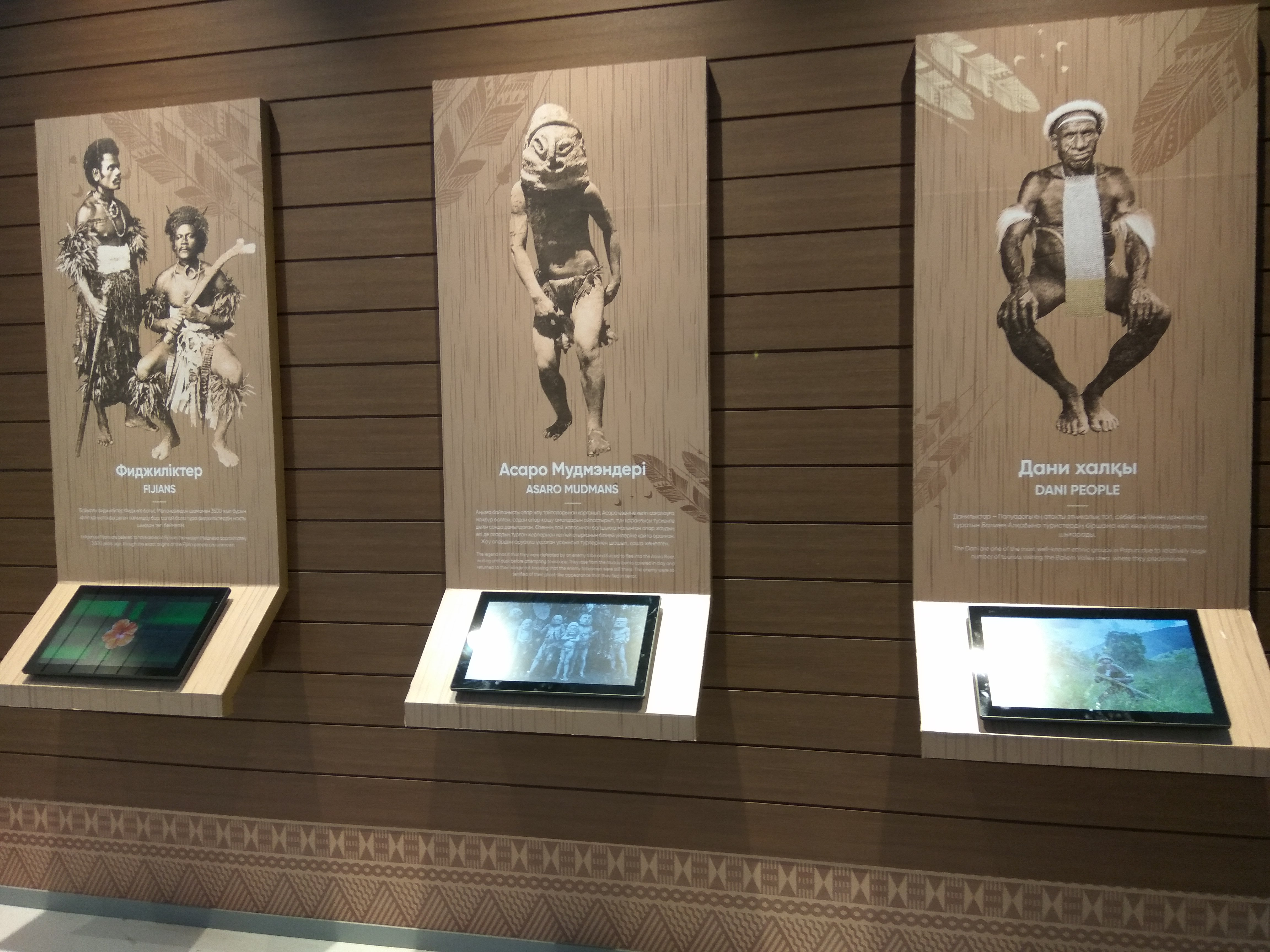
傳統服裝展覽
魚類展覽
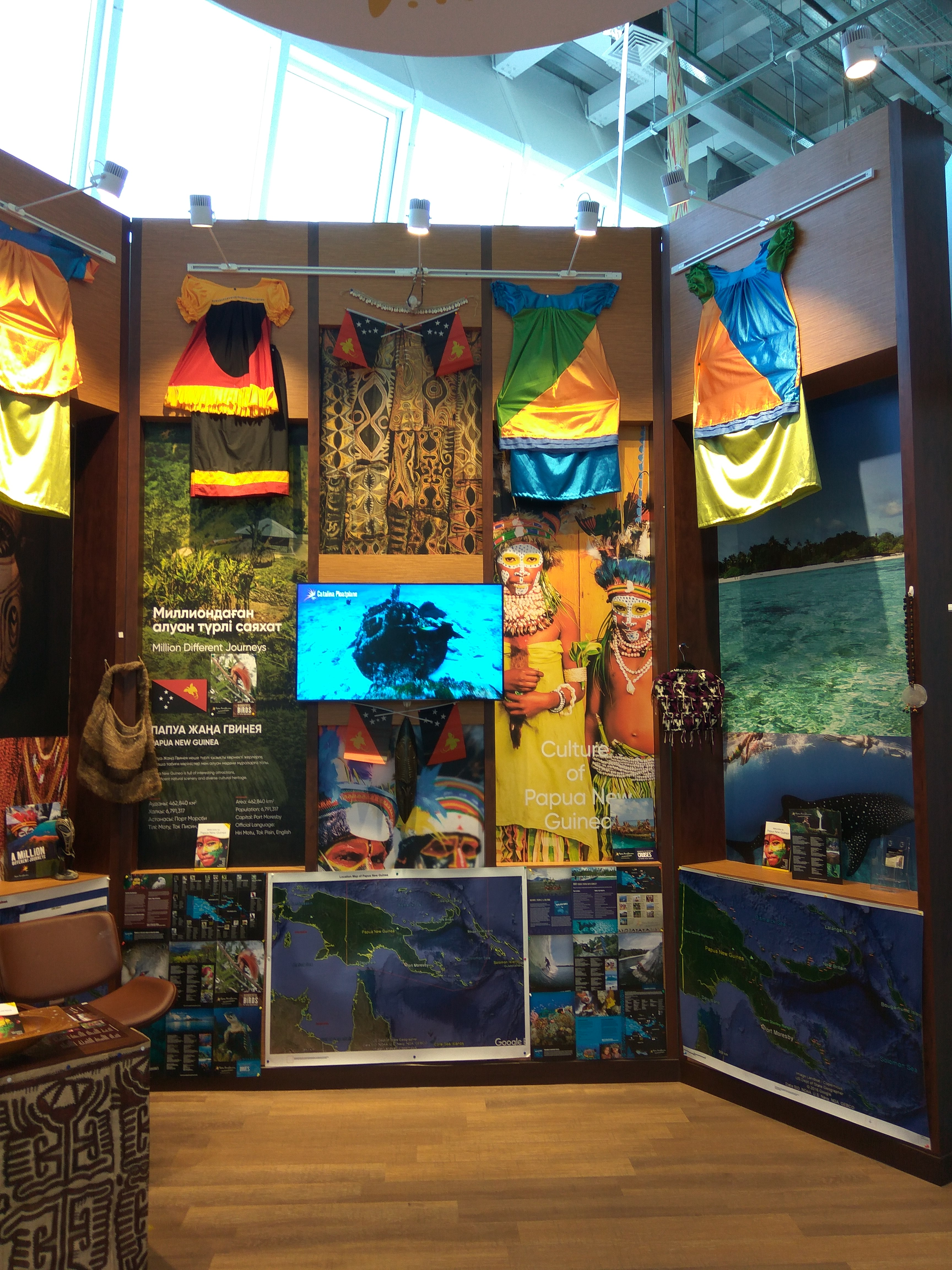
巴布亞新畿內亞館
斐濟館